# Muniba Mazari

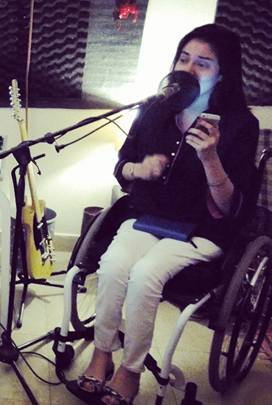
Muniba Mazari (2022)

Muniba Mazari Baloch (Urdu منیبہ مزاری; geb. 3. März 1987 in Rahimyar Khan) ist eine pakistanische Aktivistin, Moderatorin, Model, Sängerin und Motivationsrednerin. 2015 wurde sie zur Goodwill-Botschafterin für UN Women ernannt und in die BBC-Liste der 100 einflussreichsten Frauen aufgenommen.

## Herkunft und Ausbildung
Muniba Mazari Baloch kam 1987 in Rahimyar Khan im pakistanischen Punjab zur Welt. Sie gehört dem belutschischen Mazari-Stamm an. Muniba besuchte eine Army Public School und später das College in ihrer Heimatstadt, wo sie einen Bachelor of Fine Arts erwarb. Im Alter von 18 Jahren, noch vor dem Abschluss ihres Studiums, wurde sie verheiratet.

## Unfall und Rehabilitation
Am 27. Februar 2008 waren Muniba und ihr Mann auf dem Weg von Quetta nach Rahimyar Khan. Ihr Auto hatte einen Unfall, bei dem sie mehrere schwere Verletzungen erlitt, darunter eine komplette Unterarmfraktur, knöcherne Verletzungen am Brustkorb, am Schulterblatt, am Schlüsselbein und an der Wirbelsäule. Durch die Wirbelsäulenverletzung kam es zu einer Lähmung des gesamten Unterkörpers. Das nahegelegenes Krankenhaus war für die Behandlung eines so schweren Falles nicht ausgerüstet; sie wurde in ein Krankenhaus in Rahimyar Khan und schließlich in das Aga-Khan-Universitätskrankenhaus in Karatschi verlegt. Nach der Operation war sie zwei Jahre lang bettlägerig. Durch monatelange Physiotherapie konnte erreicht werden, dass sie schließlich einen Rollstuhl benutzen konnte.
Nach der Behandlung zog Muniba nach Rawalpindi. Im Jahr 2011, vier Jahre nach dem Unfall, adoptierte Muniba ihren Sohn Niele.

## Karriere
Muniba Mazari hat sich in verschiedenen Bereichen einen Namen gemacht: als Künstlerin, Aktivistin, Moderatorin, Model und Sängerin. Die größte Bekanntheit erreichte sie als Malerin und Motivationsrednerin.
Sie übernahm die verschiedensten Jobs, so übernahm sie bei dem pakistanischen Musiker Areeb Azhar die Pflege seiner Facebook-Seite. An der Schule ihres Sohnes wirkte sie an einem Startup-Projekt namens Dheeray Bolo (Langsam sprechen) mit, bei dem an verschiedenen Schulen Urdu unterrichtet wurde. Sie arbeitete für „Clown Town“, wo sie mit Kindern und älteren Menschen arbeiten konnte. Der damalige Geschäftsführer der Pakistan Television (PTV), Mohammad Malick, erfuhr durch ihren TED-Vortrag von ihr und bat sie, für seine Sendeanstalt zu arbeiten.
Muniba wurde von der Kosmetikmarke Pond's als Pond's Miracle Woman ausgewählt und vom internationalen Friseursalon Toni & Guy wurde sie als allererstes asiatisches Model im Rollstuhl präsentiert. Ihre erste Kampagne für den Salon hieß Women of Substance.
Muniba begann mit dem Malen, als sie im Krankenhaus ans Bett gefesselt war. Sie arbeitet mit Acrylfarbe auf Leinwand, unter dem Motto Let Your Walls Wear Colours schuf sie mit Muniba's Canvas ein eigenes Label.
Ihre erste internationale Ausstellung fand in Dubai unter dem Titel And I Choose To Live statt. Sie wurde von der pakistanischen Botschaft Poetic Strokes und The Collectors Galleria, Lahore organisiert.

## Auszeichnungen
- 2015: Aufnahme in die Liste der 100 einflussreichsten Frauen der BBC[6][7]
- 2020: Aufnahme in die Liste der 500 einflussreichsten Muslims der Welt der Express Tribune[8]
- 2019: Ernennung zur ersten pakistanischen UN-Goodwill-Botschafterin bei UN Women[9]
- 2016: Aufnahme in die Forbes-Liste der bedeutendsten Asiaten unter 30 Jahren[10]
- 2017: Karic Brothers Award der serbischen Karic Foundation[11]